# Simon Jean François Ravenet
Simon Jean François Ravenet, detto Simon François Ravenet il Giovane (Parigi, 18 maggio 1737 – Parma, 16 aprile 1821), è stato un incisore francese naturalizzato italiano.

## Biografia
A Parma era chiamato Giovanni Ravenet.
Figlio di Simon François Ravenet, ricevette la prima formazione artistica dal padre a Londra. Dopo essere tornato a Parigi, su segnalazione di Caylus nel 1759 si trasferì a Parma, dove diventò insegnante all'Accademia di Belle Arti. Fu nominato incisore di corte e insegnante di inglese di Filippo  e Ferdinando di Borbone. Tra i primi lavori di un certo impegno a Parma ci fu l'incisione delle tavole per il volume celebrativo delle nozze tra Ferdinando di Borbone e Maria Amalia d'Asburgo-Lorena  (1769), a fianco del Petitot, preparatore dei disegni, e di altri incisori, tra cui  Giovanni Volpato e Benigno Bossi.
Successivamente realizzò, a partire dal 1778, una serie di stampe tratte dalle opere del Correggio, lavoro che portò avanti lentamente fin quasi alla fine del secolo. Le stampe furono commissionate anche dalle corti di Francia, di Spagna e del Regno di Napoli. La prima di tutta la serie fu l'incisione della cosiddetta Madonna della Scodella, che fu inviata alla corte di Francia in gennaio 1779. Realizzò una stampa all'anno, con esclusione del 1782, in cui portò a termine anche Le portrait de l'Infant per la corte di Francia.
In seguito alle vicende politiche della Rivoluzione francese la Francia interruppe la richiesta di lavori del Ravenet, che nell'estate del 1797 chiese al governo francese l'autorizzazione di continuare a soggiornare a Parma per condurre a termine l'opera iniziata su commissione di Ferdinando di Borbone, senza dover rinunciare alla cittadinanza francese.
Nel 1803, quando Parma fu annessa all'impero francese, Napoleone commissionò una nuova serie di incisioni tratte dagli affreschi del Correggio nella Camera di San Paolo, sulla quale ci fu una controversia tra il vescovo Adeodato Turchi e il prefetto Moreau de Saint-Méry, nella quale Ravenet si schierò a favore dell'équipe incaricata dell'esecuzione.
Si sposò tre volte: nel 1765 con Angelica Bunel, nel 1777 con Maria Elisabetta Ortalli e nel 1798 con Antonia Caro Idrogo. Collaborò con il Giornale del Taro dal 1812 al 1813 con articoli di astronomia e curiosità.